# Gieorgij Pierow
Gieorgij Wasiljewicz Pierow (ros. Георгий Васильевич Перов, ur. w grudniu 1905 we wsi Bolsze-Łomowis w guberni tambowskiej, zm. 18 kwietnia 1979 w Moskwie) – radziecki działacz państwowy i partyjny.

## Życiorys
Początkowo pracował w gospodarstwie ojca, w 1918 został przewodniczącym rady gminnej, a w 1923 kierownikiem czytelni. W latach 1924–1927 był słuchaczem fakultetu robotniczego (rabfaku) w Tambowie, kolejno w latach 1927-1931 studiował na Wydziale Ekonomicznym Leningradzkiego Instytutu Planowego. Od 1929 należał do WKP(b), następnie (1931-1936) był kierownikiem sekcji i wykładowcą Leningradzkiego Instytutu Planowego, między 1936 a 1937 kierownikiem Wydziału Kulturalno-Oświatowego i Wydziału Szkół Nadmorskiego Komitetu Rejonowego WKP(b) w Leningradzie, w latach 1937-1938 był I sekretarzem Mgińskiego Komitetu Rejonowego WKP(b) w Leningradzie. Od 1938 był III sekretarzem Komitetu Obwodowego WKP(b) w Leningradzie, w 1939 zastępcą kierownika i kierownikiem Wydziału Kierowniczych Organów Partyjnych Komitetu Obwodowego WKP(b) w Leningradzie. W latach 1939–1940 zastępcą przewodniczącego Komisji Kontroli Partyjnej przy KC WKP(b) i sekretarzem odpowiedzialnym tej komisji, a w latach 1940-1943 zastępcą przewodniczącego Zarządu Banku Państwowego ZSRR. Od 22 sierpnia 1941 do 1943 był szefem Zarządu Instytucji Polowych Banku Państwowego ZSRR, od stycznia do czerwca 1943 zastępcą przewodniczącego, a od czerwca 1943 do listopada 1944 I zastępcą przewodniczącego Rady Komisarzy Ludowych RFSRR. Od listopada 1944 do marca 1946 był zastępcą przewodniczącego, następnie przewodniczącym Biura KC WKP(b) ds. Estonii, między 1946 a 1948 sekretarzem Rady ds. Kołchozów przy Radzie Ministrów ZSRR, od 1948 do maja 1955 zastępcą przewodniczącego Państwowego Komitetu Planowania przy Radzie Ministrów ZSRR (Gospłanu ZSRR). Od maja 1955 do 30 kwietnia 1957 był zastępcą przewodniczącego Państwowej Komisji Ekonomicznej Rady Ministrów ZSRR ds. Bieżącego Planowania Gospodarki Narodowej i zastępcą przewodniczącego Gospłanu ZSRR ds. Planowania Ogólnego, od stycznia 1958 do sierpnia 1959 I zastępcą przewodniczącego Gospłanu ZSRR - ministrem ZSRR, a od kwietnia 1959 do kwietnia 1962 przewodniczącym Komisji Prezydium Rady Ministrów ZSRR ds. Zagadnień Cen - ministrem ZSRR, następnie przeszedł na emeryturę. Deputowany do Rady Najwyższej ZSRR II kadencji. Jego prochy złożono na Cmentarzu Nowodziewiczym.

## Odznaczenia
- Order Lenina (dwukrotnie)
- Order Wojny Ojczyźnianej I klasy
- Order Czerwonego Sztandaru Pracy